# Patricia Rodríguez Barrios
Patricia Rodríguez Barrios (San Sebastián, Guipúzcoa, 10 de marzo de 1982) es una empresaria y directora ejecutiva y dirigente deportiva española. Fue la primera mujer en ocupar el cargo de gerente de un club de la Primera División de España, desempeñándose en la Sociedad Deportiva Eibar.

## Biografía
Patricia Rodríguez Barrios nació en San Sebastián, (Guipúzcoa) en 1982. Estudió en el colegio de La Salle de San Sebastián. Es licenciada en administración y dirección de empresas especializada en finanzas y contabilidad por la Universidad de Deusto y máster en gestión internacional por el ISC Paris Business School.
En 2005 se incorporó a la multinacional de servicios profesionales de consultoría PwC (siglas de Price Whaterhouse Cooper) donde estuvo nueve años. Inició su carrera profesional en la división de auditoría, en el sector de telecomunicaciones, ocio y entretenimiento (TICE). En 2014, siendo gerente de la firma, abandonó la multinacional para incorporarse al proyecto de la Sociedad Deportiva Eibar.

### Trayectoria de directiva deportiva
En 2014, se incorporó como directora financiera al nuevo proyecto del Eibar que asciende a la máxima categoría del fútbol español por primera vez en su historia. En 2016, tras el nombramiento de Amaia Gorostiza como presidenta de la entidad, fue nombrada directora gerente. Comenzó una etapa marcada por la presencia de dos mujeres en la cúspide de la dirección de un equipo masculino de fútbol. Accede a la gerencia tras la dimisión de Alex Aranzabal y pasa a convertirse en la única mujer gerente de un club de fútbol de la Liga española.
La gestión realizada al frente del club lo convierte en un modelo que es estudiado en numerosas universidades españolas y da lugar a que el IESE elaborara un caso de estudio de su modelo en uno de los postgrados de dicha Escuela de Negocios.
Rodríguez ha roto techos de cristal, como primera CEO mujer de La liga, como primer club con presidenta y directora mujeres y con paridad en la plantilla. También lo ha sido por la reivindicación del papel de las mujeres directivas dentro de entornos masculinizados como el fútbol: «Hace dos años, cuando asumí esta posición de CEO, fue un poco extraño porque creo que como mujeres, debemos hacer más esfuerzos que los hombres. Deben demostrar que pueden, y que tienen el conocimiento para trabajar como hombres o incluso mejor que los hombres en algunos casos. Al principio no fue fácil, pero ahora puedo decir que todos mis colegas me aceptaron y yo soy uno entre otros».
En febrero de 2019 abandonó la gerencia de la Sociedad Deportiva Eibar. Desde entonces forma parte del equipo de gestión de varias entidades deportivas. Es miembro del equipo asesor del World Football Submit, del consejo asesor del San Sebastián Gipuzkoa Basket (club de baloncesto masculino de la ACB española). Participa en jornadas y seminarios nacionales e internacionales como ponente y experta en la gestión deportiva.
En mayo de 2019 se anuncia su fichaje por el Elche Club de Fútbol del que pasa a ser directora general y vicepresidenta segunda de La Liga. El 26 de enero de 2021 se anuncia que cesa de sus funciones de directora general del Elche.
En febrero de 2021 es nombrada miembro del Consejo de Administración del Granada Club de Fútbol, equipo de LaLiga en el que ocupa el cargo de Consejera Delegada. En octubre de 2021, es nombrada directora general del Club, cargo que abandona a final de la temporada 2022 debido a una «nefasta función» al cargo del equipo nazarí que ocasionaría su descenso.

## Premios y reconocimientos
En 2018 fue elegida candidata a las Top 100 Mujeres Líderes de España, lista impulsada por el portal Mujeres&Cía.
En 2019 elegida entre las Top 100 Mujeres Líderes de España en la categoría "Cultura Ocio y Deporte"